# 日産サティオ奈良
株式会社日産サティオ奈良（にっさんサティオなら）とは、奈良県大和郡山市に本社を置く、日産自動車の販売会社（旧レッドステージ店、サニー店）である。
かつては近鉄グループに属していた。奈良県内にはチェリー店が元々存在しなかったため、同社に「チェリー事業部」が置かれていた。

## 沿革
- 1966年4月11日 - 日産サニー奈良販売株式会社として設立。
- 1999年11月1日 - 株式会社日産サティオ奈良に商号変更。
- 2006年4月3日 - （旧）株式会社日産サティオ奈良（現・日産ネットワークホールディングス）から新設分割により設立[注釈 1]
- 2014年4月1日 - VTホールディングスが日産ネットワークホールディングスより全株式を取得し、子会社化。

## 奈良県内の他日産車販売店
- 奈良日産自動車（旧・奈良近畿日産自動車）- こちらもかつては近鉄グループだった。
- 日産プリンス奈良販売

## 事業所
- 奈良支店 - 奈良市三条大宮町1-6
- 高田支店 - 大和高田市曽大根116-1
- 郡山支店 - 大和郡山市上三橋町124-1
- 桜井支店 - 桜井市三輪馬場方747-1
- 王寺支店 - 北葛城郡王寺町舟戸1-1-12
- 橿原支店 - 橿原市葛本町288-1
- 生駒支店 - 生駒市辻町101-1
- 郡山中古車センター - 大和郡山市上三橋町124-1